# Ilta Ekroos
Anna Matilda "Ilta" Ekroos (Oulu, 7 november 1847 – 23 april 1928) was een Fins operazangeres.
Ekroos werd geboren onder de naam Anna Matilda Lagus, maar na haar huwelijk gebruikte ze de achternaam van haar echtgenoot, de bestuurder en amateurviolist Viktor Ekroos. Later, na 1870, gebruikte zij als haar artiestennaam Ilta Ekroos. 
Zij zong onder meer liederen van Johan Halvorsen tijdens diens verblijf in Finland en zij was de muze van Erkki Melartin.